# Nexter Titus
Der Nexter Titus (oft nur TITUS, ein Akronym aus Tactical Infantry Transport & Utility System) ist ein Transportpanzer aus  französisch-tschechischer Produktion. Der allradgetriebene Radpanzer (6×6) wird bei den tschechischen Streitkräften verwendet.

## Geschichte
Der Titus ist eine Panzerfahrzeugfamilie auf einem 6×6-Fahrgestell. Es wurde gemeinschaftlich vom tschechischen Fahrzeugbauer Tatra Trucks und vom französischen Rüstungsunternehmen Nexter in den 2010er-Jahren entwickelt und erstmals auf der Rüstungsmesse Defence & Security Equipment International im Jahre 2013 der Öffentlichkeit präsentiert. Das Fahrwerk wurde von Tatra entwickelt, die Aufbauten von Nexter.
Konzeptionell soll der Titus vom Leistungsprofil her ein Bindeglied zwischen Radpanzern wie dem Pandur II (8×8) und dem Allschutzfahrzeug Dingo 2 (4×4) darstellen, welche beide vom tschechischen Heer verwendet werden. Gegenüber den beiden Fahrzeugtypen lässt sich das Schutzniveau des Titus durch das Nexter SAFEPRO-Schutzkonzept höher hinaufstufen: die Stufe 4 entspricht einem Rundumschutz gegen panzerbrechende 14,5 × 114 mm-Munition. Der Minenschutz der Klasse 4a/4b entspricht Schutz vor Explosivpanzerminen mit 10 kg TNT unter einem Rad oder mittig unter dem Fahrzeug. Des Weiteren bietet der TITUS Schutz gegen Sprengfallen mit einer Sprengkraft von bis zu 150 kg TNT.
Ein ähnliches Fahrzeug aus französischer Produktion ist der Véhicule blindé multi-rôles.

## Technik
Eine Besonderheit stellt die Vorderrad- und Hinterradlenkung der 1. und 3. Achse dar, die einen sehr geringen Wendekreis von nur 13 m ermöglicht. Dies ist gerade in urbanem Gebiet von Vorteil. Eine ähnliche Konfiguration hat auch der jordanische Al-Fares, dessen Chassis vom belarussischen Fahrzeugbauer MZKT entwickelt wurde.
Die Hauptbewaffnung besteht aus einer fernbedienbaren Waffenstation, die mit Schnellfeuerrohrwaffen im Kaliber 7,62 mm bis 20-mm oder 40-mm-Maschinengranatwerfer ausgestattet sein kann. An jeder Seite befinden sich drei Schießluken für aufgesessene Soldaten.

## Varianten
- Mannschaftstransportfahrzeug
- Kommandofahrzeug
- Sanitätsfahrzeug
- Granatwerferpanzer (bis 120 mm)
- Artilleriebeobachtung
- Bergefahrzeug
- Logistikfahrzeug

## Nutzer
- Tschechien: Tschechische Armee: 62 Fahrzeuge im Jahr 2017 bestellt.[4] 24 weitere, darunter 2 Fahrschulfahrzeuge, wurden im Juli 2025 geordert.[5]
- Frankreich: RAID und BRI: Evaluation im Jahr 2016, aber bisher noch keine größeren Zukäufe.[6]